# Lyudmila Kondratieva
Lyudmila Andreyevna Kondratyeva (russo:Людмила Андреевна Кондратьева; Shakhty, 11 de abril de 1958) é uma ex-velocista e campeã olímpica soviética dos 100 metros rasos.
Começou no atletismo aos 11 anos na Escola de Esportes para Jovens e Crianças na sua cidade natal de Shakhty, mudando-se dois anos depois com a família para Rostov-sobre-o-Don. Em 1973 se tornou integrante da Equipe Nacional de Atletismo Júnior da União Soviética e em sua primeira grande competição internacional ficou em quarto lugar nos 200m rasos e no revezamento 4x100 m do Campeonato Europeu de Atletisno Júnior de 1975. Três anos depois ela conquistou duas medalhas de ouro, nas mesmas provas, no Campeonato Europeu de Atletismo em Praga, na então Tchecoslováquia.
Uma das favoritas ao ouro em Moscou 1980, Jogos boicotados pelos Estados Unidos e seus maiores aliados, Kondratyeva chegou a marcar um recorde mundial não-oficial pouco antes das Olimpíadas. Nos Jogos, correu os 100 m e venceu – por 0.01s – as também favoritas alemãs-orientais Marlies Göhr e Ingrid Auerswald, com 11s06, tornando-se campeã olímpica desta prova. Teve, porém, uma fisgada no músculo superior da coxa ao fim da corrida e não pode participar nem dos 200 m nem do revezamento feminino.
Sem poder competir em Los Angeles 1984 por causa do boicote desta vez da União Soviética, não pode defender seu título e retirou-se do atletismo naquele ano, casando-se com o compatriota Yuriy Sedykh, bicampeão olímpico do lançamento do martelo. Quatro anos depois decidiu voltar da aposentadoria e competiu em Seul 1988, colecionando mais uma medalha olímpica, de bronze, no revezamento feminino 4x100 m da URSS.
Kondratyeva e Sedykh se divorciaram anos mais tarde mas tem uma filha deste casamento, Oksana Kondratyeva, que seguiu os passos do pai e se tornou uma atleta de nível internacional no lançamento do martelo representando a Rússia.